# Zinophora munda
Zinophora munda är en mångfotingart som beskrevs av Chamberlin 1927. Zinophora munda ingår i släktet Zinophora och familjen Harpagophoridae. Inga underarter finns listade i Catalogue of Life.